# 신원 (가수)
신원(본명: 고신원 , 본명 한자: 高信源, 영어: SHINWON, 1995년 12월 11일 ~ )은 대한민국의 가수로 대한민국의 보이 그룹 펜타곤의 서브보컬을 맡고 있다.

## 학력
- 각리중학교